# The 7th Song
The 7th Song är ett samlingsalbum av Steve Vai, utgivet i november 2000. Låtarna på albumet har alla tidigare varit det sjunde spåret på respektive originalalbum.

## Låtlista
1. "For the Love of God" (Steve Vai) - 6:09
2. "Touching Tongues" (Steve Vai) - 5:32
3. "Windows to the Soul" (Steve Vai) - 6:25
4. "Burnin' Down the Mountain" (Steve Vai) - 4:19
5. "Tender Surrender" (Steve Vai) - 5:10
6. "Hand on Heart" (Steve Vai) - 5:26
7. "Melissa's Garden" (Steve Vai) - 7:54
8. "Call it Sleep" (Steve Vai) - 5:04
9. "Christmas Time is Here" (Vince Guaraldi/Lee Mendelson) - 4:13
10. "The Wall of Light" (Steve Vai) - 2:38
11. "Boston Rain Melody" (Steve Vai) - 8:53